# Artiemij Lebiediew

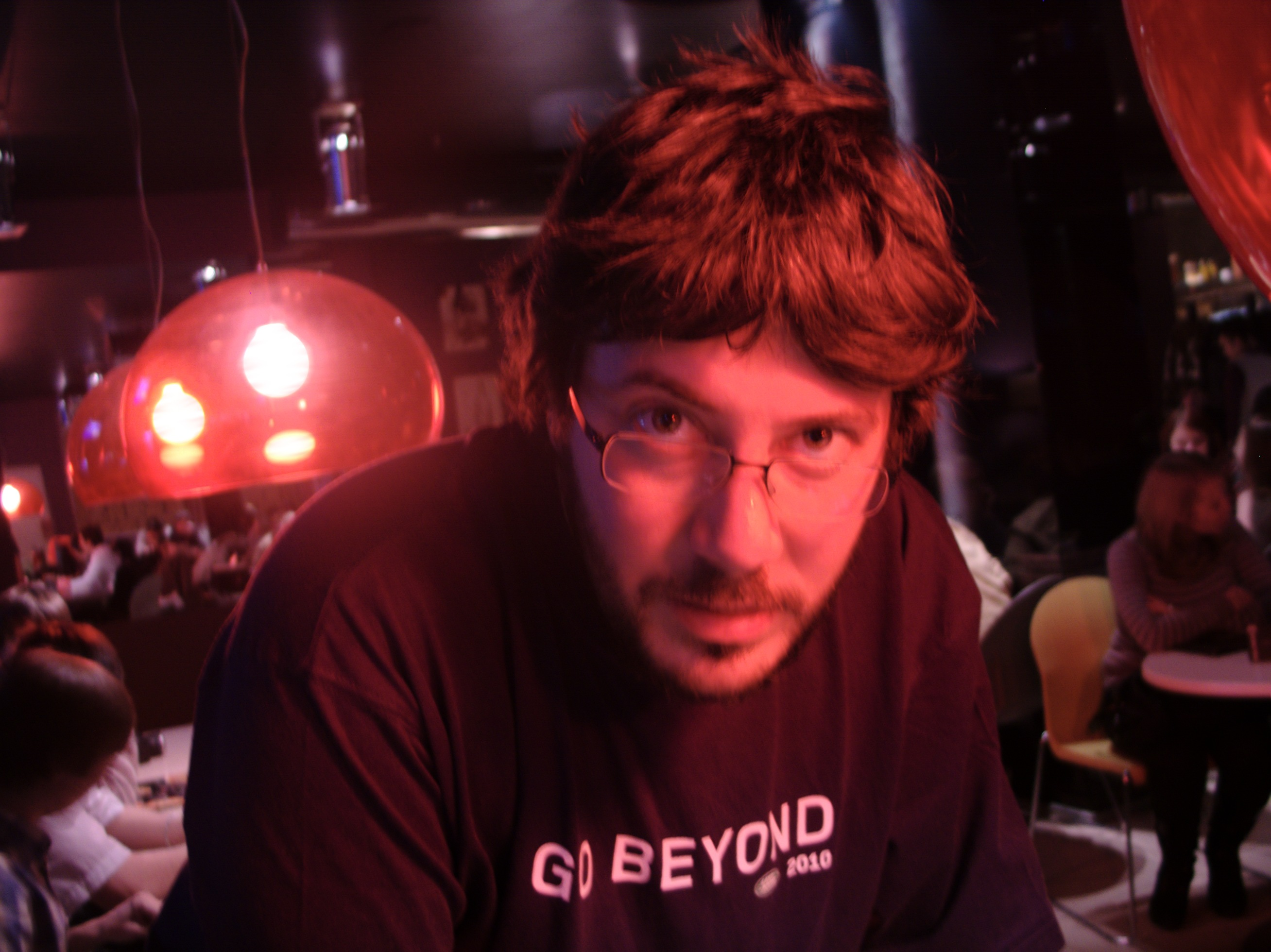
Artiemij Lebiediew w Krasnojarsku

Artiemij Andriejewicz Lebiediew (ros. Артемий Андреевич Лебедев; ur. 13 lutego 1975 w Moskwie) – rosyjski designer, biznesmen oraz bloger. Założył firmę designerską Art. Lebedev Studio. Lebiediew jest uważany za najważniejszego web designera w rosyjskim Internecie. Jest uznawany za prowokatora, zwykle ze względu na jego specyficzny, wulgarny język.
Studia rozpoczął w Parkville High School w Stanach Zjednoczonych, ale po roku wrócił do Moskwy, gdzie rozpoczął naukę na Uniwersytecie Moskiewskim, które ponownie rzucił po drugim roku. Następne lata spędził na pracy dla kilku agencji designerskich. W roku 1995 założył własną spółkę Art. Lebedev Studio, która znana jest również poza Rosją między innymi przez produkty takie jak Optimus Popularis lub parasol „Fuck the rain”.